# Policarpa
Policarpa è un comune della Colombia facente parte del dipartimento di Nariño.
Il comune venne istituito il 29 novembre 1972.